# Ouled Sellam
Ouled Sellam (în arabă أولاد سلام) este o comună din provincia Batna, Algeria.
Populația comunei este de 19.635 de locuitori (2008).